# Scotch (banda)
Scotch fue una formación de música italo disco, activa durante la década de 1980. Originalmente, comenzó siendo un proyecto de estudio creado por el músico Manlio Cangelli. Este compuso y realizó el tema titulado "Penguins' Invasion", una pieza completamente instrumental, publicado en Italia a principios de 1983.
Pocos meses después de su aparición, Vince Lancini se ofreció para realizar una versión vocal de "Penguins' Invasion". En ese momento, Cangelli abandonó Scotch, pasando a manos de Lancini (vocalista y compositor) y Fabio Margutti (teclista y compositor). Siempre perteneciendo a la discográfica American Disco.
Así, en 1984, llegó su mayor éxito y el que más identifica al grupo: "Disco Band", famoso por incluir el sonido de alguien tosiendo que se repite a lo largo de toda la canción. A finales de ese mismo año aparece otro de sus temas más conocidos, "Take Me Up".
A finales de 1986 se une un nuevo miembro a la formación: Franz Felleti. Un año después, a finales de 1987, aparece el que sería su último disco, "Man To Man". Esto también supuso el final de American Disco y el abandono de Fabio Margutti.
Años después, Scotch reapareció esporádicamente de la mano de Vince Lancini y Franz Felleti.
Scotch, aún no contando con una amplia discografía, es una de las formaciones más relevantes del italo disco. Prácticamente todos sus temas se convirtieron en éxitos veraniegos, y formaron parte de numerosos discos de mezclas y recopilaciones de la época.

## Discografía

### Álbumes
- 1985 Evolution
- 1987 Pictures of old days

### Maxi Singles
- 1983 Penguins' invasion
- 1983 Penguins' invasion (Vocal)
- 1984 Disco band
- 1984 Disco band (Remix)
- 1984 Take me up / Man in the man
- 1985 Delirio mind
- 1985 Delirio mind (Remix) / Take me up (Remix)
- 1986 Mirage / Amor por Victoria
- 1986 Money Runner
- 1987 Pictures
- 1987 Man to man